# زینگریست
زینگریست (به فرانسوی: Singrist) یک کمون در فرانسه با جمعیت ۳۳۵ نفر است که در Canton of Marmoutier واقع شده‌است.